# Zalizne
Zalizne (ukrainsk: Залізне, tidligere Artemove (ukrainsk: Артемове, russisk: Артёмово) er en by i Toretsk-kommune, Donetsk oblast (provinsn) i Ukraine. Byen har en befolkning på omkring 5.020 (2021). (6.725 i 2001).
Den 19. maj 2016 blev Artemove omdøbt til Zalizne i overensstemmelse med loven, der forbyder navne af kommunistisk oprindelse.
Zalizne ligger i det vestlige Donbass omkring 4 kilometer sydøst for  centrum af Toretsk og 44 kilometer nord for centrum i Donetsk oblast.
Byen blev grundlagt i 1894 under navnet Nelepovskyj (Нелеповский), i 1921 blev den omdøbt til Artemowe/Artyomovo (ukrainsk Артемове; Russisk Артёмово)) blev omdøbt. Stedet udviklede sig til en mineby efter opdagelsen af kulforekomster, og i 1938 fik den status som by.
Under Ukraine-krigen blev byen beskudt af separatister i december 2014, og der skete en del ødelæggelser i byen.